# Манлихер М1893
Манлихер М1893 (рум. Puşcă cu repetiţie „Mannlicher”, model 1893), брзометна пушка (репетирка) са магацином од 5 метака. Коришћена је у румунској војсци у Балканским ратовима и Првом светском рату. Такође се продавала комерцијално и у калибру 7.92мм М/88. 

## Историја
Око 1890. године румунска војска је започела потрагу за ватреним оружјем малог калибра и бездимним барутом које би заменило једнометни Мартини-Хенри M1879. Обратили су се оближњој фабрици Österreichische Waffenfabriksgesellschaft (ŒWG) у Штајеру, Аустроугарској, где је тадашњи управник фабрике Ото Шенауер модификовао немачку пушку Gewehr 1888,за коју је ŒWG добио лиценцу као надокнаду за кршење патента од стране конструктора Комисије за систем храњења оквира Фердинанда Манлихера. Након што су Манлихер и Шенауер уклонили све очигледне недостатке М1888 изазване његовим исхитреним дизајном (углавном су решили проблем двоструког храњења модификацијом геометрије главе затварача) и прилагодили немачку модернизацију оквира, омогућавајући да се овај други убацује у пушку без обзира на то да ли је оквир окренут нагоре или надоле за метак са ободом, пушка Модел 1892 била је спремна за тестирање од стране румунске војске. Између 1891. и 1892. године наручено је 8.000 пушака. Након неких мањих побољшања, коначна варијанта, M1893, са калибром 6,5x53R, такође названа „румунска 6,5x53,5 mmR“, пуштена је у производњу. У поређењу са моделом M1892, M1893 је имала додатну шину, ојачавајућа ребра на доњем делу кућишта магазина, а на затварач је додата сигурносна карактеристика како се не би могао поново уметнути ако се неправилно састави. За разлику од аустријске пушке Манлихер M1895 са равним затварачем, румунска пушка је имала конвенционални обртночепни затварач.
Усвајање пушке изазвало је контроверзе, јер је, упркос одобрењу оружја од стране краља Карола I, генерал Константин Будиштеану исмевао аустријску пушку као „штап“ („мотка“) који захтева побољшања. Цев пушке, мања од уобичајеног за систем Манлихер, такође је изазвала потешкоће у проналажењу компатибилног барута.
Представљена је и варијанта карабина, дугачка 98 центиметара (39 инча) и са закривљеном дршком затварача. Користиле су је коњичке и артиљеријске јединице. За разлику од пушака, карабини нису могли да носе бајонете. То је приморало коњичке јединице које су се бориле пешке да користе своја копља у борби прса у прса током кампање 1916. године. Бајонет је на крају додат на 20.000 карабина након изума коњичког капетана Ботеза.
Испоруке су почеле 1893. године, а до 1907. године више од 100.000 пушака је било у употреби. Након завршетка Другог балканског рата, Румунија је наручила још 200.000 пушака, међутим, само око 100.000 њих је испоручено због почетка Првог светског рата.[9] Пушке које нису испоручене ушле су у службу Аустроугарске војске. Склопљене пушке у оригиналном калибру означене су као „6.5mm M.93 Rumänisches Repetier Gewehr“. Несклопљене пушке су модификоване да би се прилагодиле метку 8×50mmR Mannlicher и додељене су јединицама аустријског Ландвера. Када је Румунија ушла у рат 1916. године, око 373.000 пушака и 60.000 карабина било је у служби румунске војске. Оне су дистрибуиране пешадијским и ванаторским пуковима, док су карабини издати коњици, бициклистима и ванаторским јединицама, као и жандармерији и војној авијацији. Овај број је био недовољан и недостајало је још 400.000 пушака за пренаоружавање комплетне румунске армије. Недостатак је ублажен присуством 40,000 комада Манлихер М1888/90 које су купљене 1913. из Аустрије. Много пушака је уништено или заробљено током румунске кампање. На крају рата, само 82.000 пушака је још увек било у служби Румуније. Усвајањем пушке ZB vz. 24, пушке и карабини Манлихер су пребачени у трупе друге линије и жандармерију, где су остали у употреби до краја Другог светског рата. 
Након рата, пушке 8mm M93 су дате као ратна репарација Чехословачкој и Југославији. Југословенске пушке, означене као „Пушка 8mm M93“, заробили су Немци у Другом светском рату. Немци су ове пушке називали „8mm Puschka M93/30 Rumänisches“. Румунски Манлихер је такође био у служби шпанских републиканаца у Шпанском грађанском рату, а заробили су га и националисти. Није познато како су ове пушке набављене.

## Комерцијална продаја
Фабрика у Штајеру је током 1890их и почетком 20. века продавала пушке и карабине М1893 у калибру 6.5мм, као и у калибру 8x57 М/88. Краљевина Грчка је незваничним каналима преко приватних лица која су финансирала њене четнике током борбе за Македонију набавила велики број карабина М1893. Као најслабија од трију хришћанских држава на Балкану и након пораза у грчко-турском рату 1897. Грчка се плашила турске реакције и хтела да прикрије порекло овог оружја на османској територији, а како су велики број грчких андарта били етнички Цинцари, циљ је био максимално скрајнути поглед са Грчке и потенцијално усмерити порекло овог оружја ка Румунији која је покушавала да оствари утицај међу цинцарском популацијом у Македонији. 
Касније се знатан број ових карабина појавио у рукама припадника про-бугарске ВМОРО, али његово порекло није познато. Неки документи ВМРО показују да су појединци из Битоља умешани у финансирање чета купили стотинак Манлихер карабина комцерцијално из Аустрије, али се не прецизира да ли се ради о карабинима М1893 са обртно-чепним затварачем или о карабинима М1890 и Манлихер М1895 са равним повратним затварачем, какве су до тада припадници ВМОРО добијали везама у Софији или их крали из магацина бугарске армије. 
Кинеске локалне вође су купиле огроман број комерцијалних пушака М1904 у калибру 8x57mm м/88.

## Карактеристике
За разлику од ранијих пушака типа Манлихер, које су имале специфичан Манлихеров правочепни затварач, румунски Манлихер М1893 и на њему заснован холандски Манлихер М1895 (који не треба мешати са аустроугарским Манлихер М1895) имали су класичан обртночепни затварач Маузеровог типа. Отварање затварача (ротирањем ручице са десне стране затварача навише и повлачењем уназад) избацивало је празну чауру, док је затварање (гурањем ручице унапред) захватало нови метак из магацина и набијало га у цев,  и забрављало затварач (ротирањем ручице наниже). Овај поступак се понављао (репетирао) све док је било метака у магацину.
Југословенска војска је почетком 1920их вршила тестове разних система оружја и врло позитивно оценила Манлихер 1893 као поуздан, јак и издржљив систем, највеће замерке односиле су се на калибар 6.5мм који је оцењен као преслаб. Ове пушке су биле из аутроугарског плена и наслеђене су из аустроугарских складишта, али нема информација да су коришћене од Југословенске војске.

## Корисници
- Краљевина Румунија- од 1893. у наоружању румунске војске, 1915. је поседовала око 320,000 пушака М1893
- Холандија- уведена у холандско наоружање 1895. године под ознаком Geweer M. 95 и произведено је око 470,000 у аустријском Штајру и у холандској фабрици Hembrug Zaandam
- Краљевина Португал- португалска војска 1896. набавила карабине М1893 за своје артиљерце и коњицу, а 1898. наручена додатна количина. Укупно око 5,000 комада
- Краљевина Грчка- крајем 1890-их набавила неколико стотина комада за своје четнике током борбе за Македонију
- Краљевина Југославија- наслеђено из аустроугарског плена. Нису уведене у наоружање.
- Краљевина Бугарска- према попису 1916. око 34.000 румунских Манлихер 1893 пушака и карабина, 19.000 заробљено од Румуна под Тутраканом и још око 15.000 приликом пада Букурешта. Мањи број од 6,000 комада је уведен у јединице на солунском фронту